# Maxi Gómez
Maximiliano „Maxi” Gómez González (ur. 14 sierpnia 1996 w Paysandú) – urugwajski piłkarz występujący na pozycji napastnika w tureckim klubie Trabzonspor oraz w reprezentacji Urugwaju. Wychowanek Defensora Sporting. W sierpniu 2023 zostały wypożyczony do hiszpańskiego klubu Cádiz.